# 九年國民義務教育臺灣省國民中學教室
九年國民義務教育臺灣省國民中學教室是指中華民國於1968年開始實施九年國教時，統一由成功大學教授王濟昌為新建國民中學設計的教室，當時全臺灣省新建的國民中學幾乎都使用這款設計興建。因其建築特色，又有「折版式屋頂校舍」的稱呼。
由於其設計先天不良，後天又無補足，九二一大地震時造成中臺灣許多國中教室倒塌。

## 背景

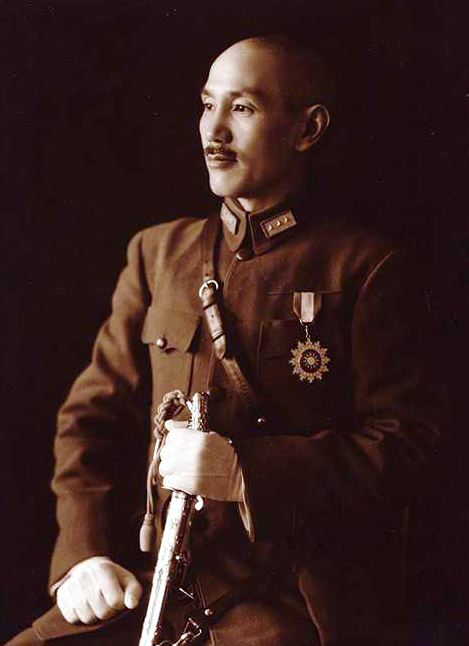
中華民國故總統蔣中正

1968年，時任中華民國總統蔣中正指示在臺北市、臺灣省以及福建省金門縣實施九年國民義務教育，大量新建國民中學，臺灣省境內由臺灣省政府教育廳負責。
為讓建築快速完成，全臺灣省新成立的國民中學建築皆由省教育廳委託臺灣省立成功大學（今國立成功大學）建築工程系設計，成大建築系方面交由教授王濟昌負責設計。當時，全臺灣僅陽明山管理局轄下明德國中、新民國中、至善國中及陽明國中四所學校校舍的建築，交由與陽管局局長潘其武熟識的女建築師修澤蘭設計。
為了讓全省的學校能夠了解其規劃、設計，省政府教育廳編製《學校建築規劃及設計注意事項》，作為推動九年國教建築設計之標準，並於1968年3月28、29日辦理臺灣省實施九年國民教育新建國民中學校舍工程人員研討會。

## 建築
王濟昌設計了10種設計圖；可以分為一層樓、二層樓和三層樓式的建築，並皆具有「折版式屋頂」（波浪式屋頂）、屋頂正立面為三角形等特色、大面開窗。二層樓、三層樓建築也具有懸臂式走廊、垃圾垂直運輸通道等特色。

## 分布
目前全臺灣仍有多所國中擁有此款教室，如雲林縣內就還有16間學校、大約30棟這種建築。

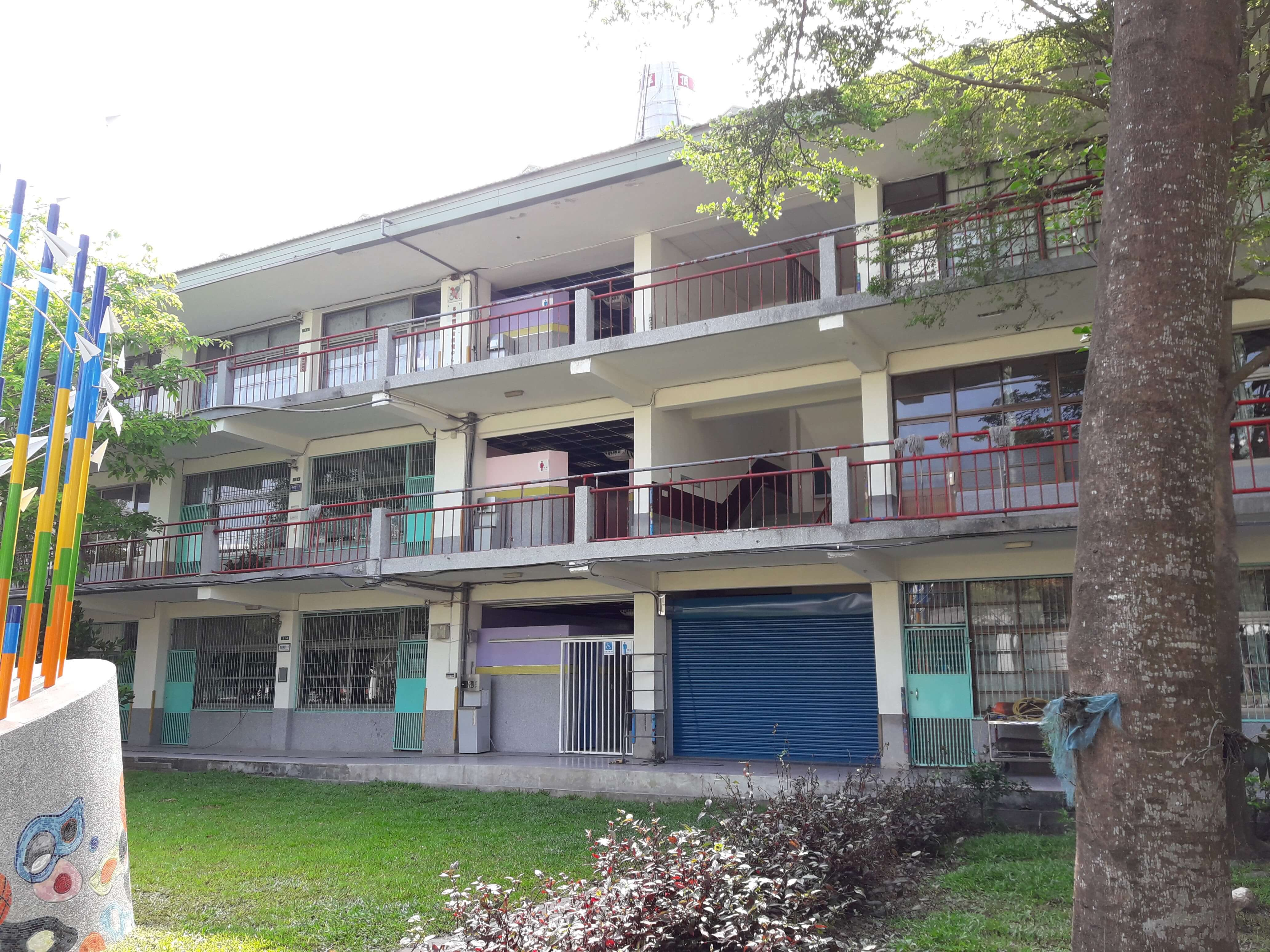
雲林縣立土庫國民中學自強樓南棟。
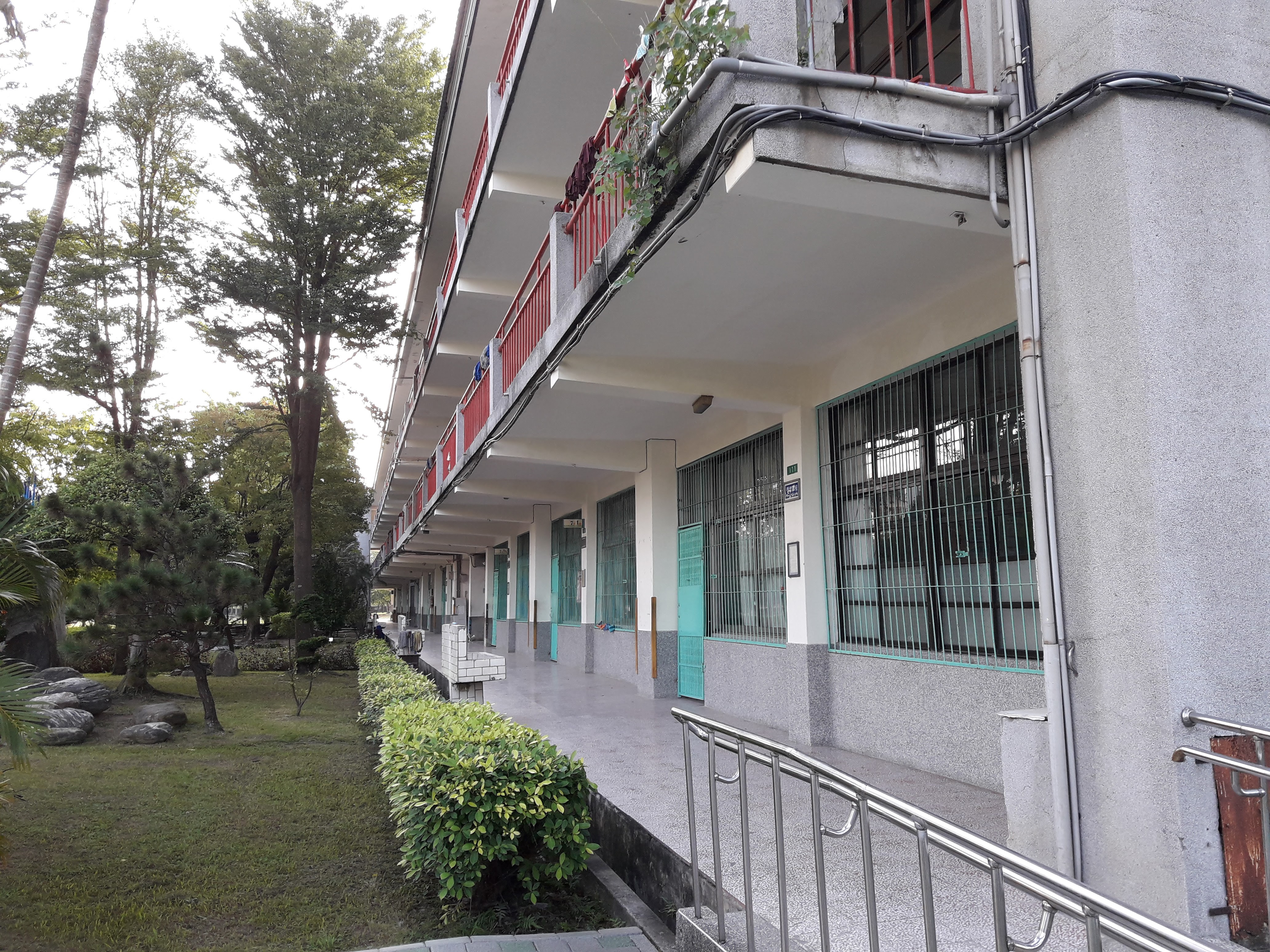
土庫國中自強樓南棟。本款建築多使用懸臂工法，走廊單邊缺乏樑柱[1]。
雲林縣立雲林國民中學雲旭樓，今為在國立雲林科技大學校區內。[1]
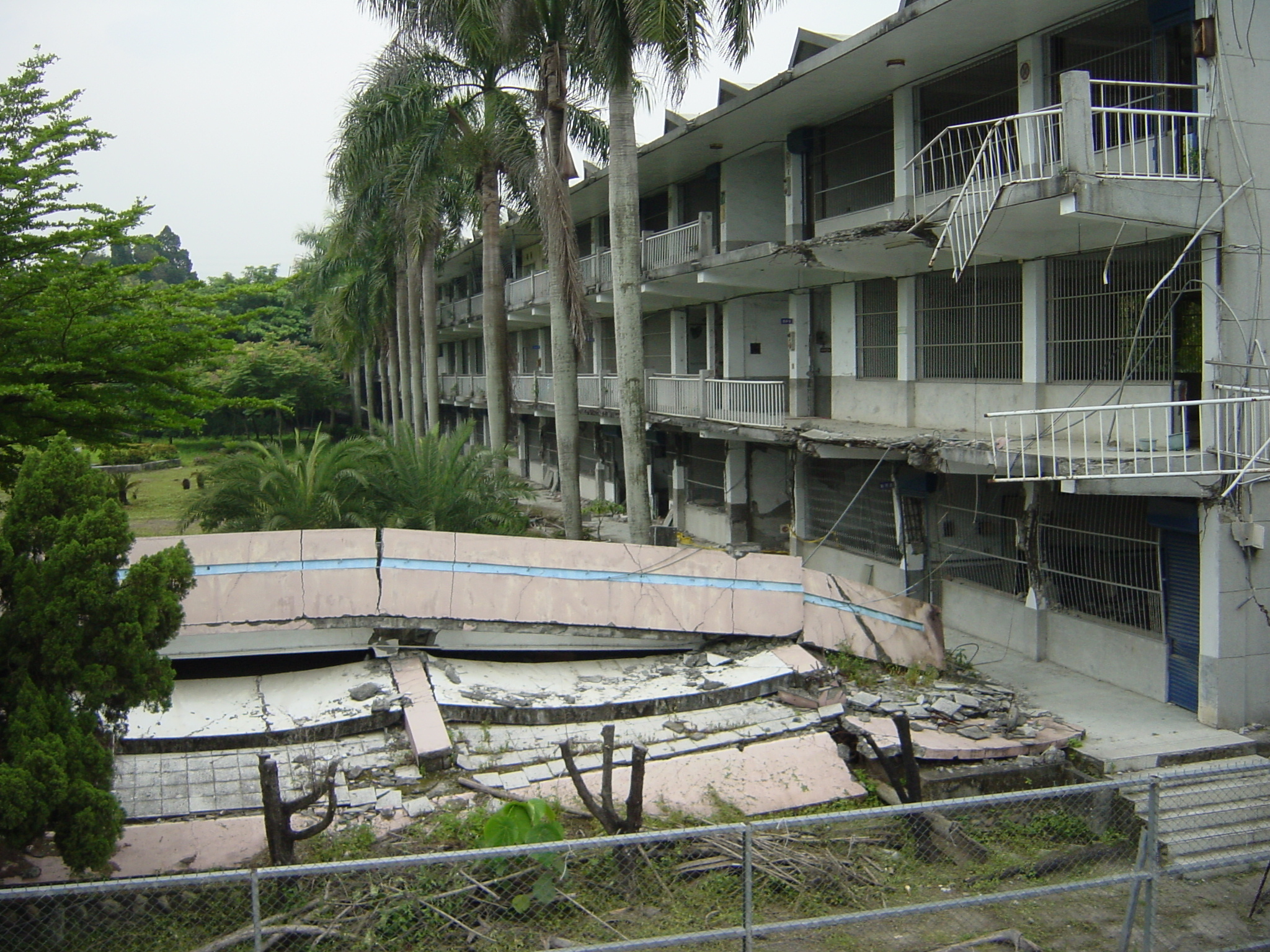
臺中縣立光復國民中學因九二一大地震而震毀的校舍。